# Dendronephthya koellikeri
Dendronephthya koellikeri is een zachte koraalsoort uit de familie Nephtheidae. De koraalsoort komt uit het geslacht Dendronephthya. Dendronephthya koellikeri werd in 1905 voor het eerst wetenschappelijk beschreven door Kükenthal. 